# Корінн Кальве
Корінн Дібос, відома як Корінн Кальве (фр. Corinne Calvet; 1925—2001) — французька кіноакторка, що працювала переважно в Голлівуді. У мемуарах «Корінн була гарною дівчинкою?» (Has Corinne Been a Good Girl?) розкритикувала студійну систему Голлівуду.

## Біографія
Народилася 30 квітня 1925 року в Парижі у забезпеченій сім'ї. Її мати була хімікинею, працювала над створенням скла Pyrex. Кальве вивчала кримінальне право в Сорбонні, але віддала перевагу над кар'єрою юристки акторській професії. За словами Дібос, акторам та юристам необхідні одні й ті ж якості — сильний характер, уміння переконувати і добрий голос. Вже у 12-річному віці Корінн Дібос дебютувала на екрані у короткометражному фільмі про більярд. У повоєнні роки брала участь у постановках у театрі та на радіо, знялася у кількох маловідомих французьких фільмах. Її помітив американський продюсер Гал Волліс і запросив до Голлівуду.
Переїхавши до США, Дібос підписала контракт зі студією Paramount та радикально змінила імідж, ставши гламурною красунею, яких зазвичай втілювала на екрані. Перший фільм за її участю «Піщана мотузка» вийшов на екрани 1949 року. Незважаючи на сильний акторський склад (Берт Ланкастер, Клод Рейнс, Пол Генрейд), картина була посередньою, але Кальве, єдиній жінці в цьому складі, фільм дозволив заявити про себе.
Кальве писала у мемуарах, що Волліс схиляв її до сексу, а після її відмови відігрався на її чоловікові, Джоні Бромфілді, з яким студія розірвала контракт. Сама ж Кальве отримала зовсім не підходящу їй роль у комедії «Моя подруга Ірма їде на Захід» (1950) з Діном Мартіном та Джеррі Льюїсом. За словами Кальве, цей фільм зруйнував її шанси заявити про себе як драматичну акторку. Майже у всіх сценах за її участю партнером Кальве був шимпанзе. Проти її бажання Волліс затвердив Кальве на роль ще одного фільму Мартіна і Льюїса — «Бережись, моряк».
Кальве знялася у двох фільмах маститого режисера Джона Форда, знятих на студії 20th Century Fox: «Коли Віллі повертається додому» (1950), в якому зіграла лідерку французького руху Опору, та "Яка ціна слави" (1952), де грала доньку трактирщика. Хоча ці роботи не відносяться до кращих у творчості Форда, Кальві вони дозволили зберегти реноме драматичної акторки. Також на Fox Кальві знялася в парі з Денні Кеєм у картині «На Рив'єрі» (1951).
На Paramount Кальве знялася в рімейку знаменитого «Шанхайського експресу» — «Пекінський експрес» (1951) та військової драмі «Грім на сході» (1952). Потім вона ненадовго повернулася до Європи, знялася в Анрі Декуена у французькому фільмі «Один крок у вічність». Коли контракт з Paramount закінчився, Кальве перейшла на студію Universal, де знялася у двох цілком вдалих фільмах: вестерні «Далекий край» (1954) і мюзиклі «Такий Париж» (1955).
В 1960 році Кальве заявила, що повертається до Франції, втомившись від того, що голлівудські продюсери не сприймають французьких акторок всерйоз. У 1960-х роках вона знімалася мало, переважно у телевізійних постановках. На той час вона часто згадувалась у пресі у зв'язку з подіями свого особистого життя. У 1970-і роки Кальве майже залишила акторську кар'єру, працюючи терапевткою, лише зрідка з'являлася у фільмах та телесеріалах як запрошена зірка. У 1982 році вона востаннє з'явилася на екрані у фільмі «Меч і чаклун». Через рік Кальве видала мемуари «Корінн була гарною дівчинкою?» (Has Corinne Been a Good Girl?), у яких розкритикувала студійну систему Голлівуду, де їй так і не вдалося повною мірою розкрити свій акторський талант.

## Особисте життя
У 1948 році Кальве одружилася з партнером по фільму «Піщана мотузка» Джоном Бромфілдом. Розлучилася у 1954 році через те, що Бромфілд був одержимий сексом і без нього просто не міг заснути. Другим чоловіком Кальве став Джеффрі Стоун, також актор, з яким вона була одружена з 1955 по 1960 роки, і від якого мала сина Майкла. У 1960-х Кальве зустрічалася з одруженим мільйонером Дональдом Скоттом, який у 1967 році подав на неї до суду з метою повернути свої гроші, які він переказував на її ім'я, щоб не втратити їх під час розлучення. Скотт переконував суд, що Кальве за допомогою магії вуду змусила його віддати гроші. Справа, проте, незабаром вирішилася поза судом.
У 1966 році Кальве одружилася з продюсером і режисером Альбертом Ганнавеєм. У 1968 році розлучилася, і одружилася з Робертом Віртом, з яким розлучилася в 1971 році.
У 1952 році Кальве через суд вимагала від акторки Жа Жа Габор, яка заявила у пресі, що Кальве — ніяка не француженка, а англійка, яка за кілька років до того навіть не говорила французькою. У суді французьке походження Корінн Кальве було підтверджене.

## Фільмографія
| Європейські фільми - 1945 — Частина тіні — La part de l'ombre - 1946 — Петрюс — Pétrus — Ліліана - 1946 — Ми не одружені — Nous ne sommes pas mariés — модель - 1947 — Будинок останнього шансу — Le château de la dernière chance — пані Тритонеля - 1954 — Один крок у вічність — Bonnes à tuer — Віра Вольпоне - 1955 — Дівчата з Сан-Франциско — Le ragazze di San Frediano — Біче - 1955 — Пригоди Джакомо Казанови — Le avventure di Giacomo Casanova — Луїза де Шатійон - 1960 — Десять медових місяців — Bluebeard's Ten Honeymoons — Одетт Голлівудські фільми - 1949 — Піщана мотузка — Rope of Sand — Сюзанна Рено - 1950 — Коли Віллі повертається додому — When Willie Comes Marching Home — Івонн Ле Тет - 1950 — Моя подруга Ірма їде на Захід — My Friend Irma Goes West — Івонн Івонн - 1951 — Квебек — Quebec — Стефані Дюроссак - 1951 — На Рів'єрі — On the Riviera — Колетт | - 1951 — Пекінський експрес — Peking Express — Даніель Гриньє - 1952 — Грім на сході — — Thunder in the East — Лізетт Дамон - 1952 — Бережись, моряк — Sailor Beware — Корінн Кальве - 1952 — Яка ціна слави — What Price Glory — Шармен - 1953 — Річка пудри — Powder River — Френчі Дюмонт - 1953 — Політ у Танжер — Flight to Tangier — Нікі - 1954 — У далекій країні — The Far Country — Рене Валлон - 1955 — Такий Париж — So This Is Paris — Сюзанна Сорель - 1959 — Розкрадачі кольорових жител — Plunderers of Painted Flats — Кеті Мартін - 1962 — Пригоди молодого Хемінгуея — Hemingway's Adventures of a Young Man — графиня - 1965 — Повстання апачів — Apache Uprising — Дженіс Маккензі - 1970 — Загін — Pound - 1974 — Привид Голлівуду — The Phantom of Hollywood — місіс Вікс - 1977 — Занадто ризиковано — Too Hot to Handle — мадам Руанда - 1980 — Доктор Хекіл і містер Хайп — — Dr. Heckyl та Mr. Hype — Пізель Пурі - 1982 — Меч і чаклун — The Sword and the Sorcerer |